# Ceratochelus unyikabogomontanus
Ceratochelus unyikabogomontanus är en skalbaggsart som beskrevs av Dombrow 2002. Ceratochelus unyikabogomontanus ingår i släktet Ceratochelus och familjen Melolonthidae. Inga underarter finns listade i Catalogue of Life.